# カット・サム・ラグ
「カット・サム・ラグ」(Cut Some Rug)はイギリスのロックバンド、ブルートーンズのシングル、もしくはその表題曲。本国では、「キャッスル・ロック」との両A面シングルとして発売されたが、実質的には「カット・サム・ラグ」がA面扱いである（国内盤でも「カット・サム・ラグ」がA面扱いだったため、本稿でもそれに従う）。インディーズチャートでは1位、全英チャートでも7位と、前作に続いてトップ10入りを果たした。
表題曲はこれまでのポップなシングル曲とは異なり、ややハードな曲調である。「キャッスル・ロック」はアルバム未収録の新曲で、1995年11月の初来日の際に、日本で見つけたブルートーンズの海賊版の曲目のクレジットで、アルバム発売前だったためか「Cut Some Rug」が間違って「Castle Rock」と書いてあるのを、メンバーが面白がって本当に「Castle Rock」という曲を作ってしまったとのこと。日本盤シングルには、当初ボーナストラックで正式デビュー前の「スライト・リターン」が収録される予定だったが、バンド側の意向で「ブルートニック」のオリジナル・バージョンである「No.11」が収録された。

## 収録曲
- CD

1. カット・サム・ラグ / Cut Some Rug
2. キャッスル・ロック / Castle Rock
3. ザ・デヴィル・ビハインド・マイ・スマイル / The Devil Behind My Smile
4. No.11 (ブルートニック) / No.11 (Version)

- 7" / Cassette

1. Cut Some Rug
2. Castle Rock